# Ablabesmyia notabilis
Ablabesmyia notabilis es una especie de insecto díptero del género Ablabesmyia, familia Chironomidae.

Fue descrito por primera vez en 1889 por Skuse. 

## Distribución
Se distribuye por Australia.